# Nuccia Bongiovanni
Nuccia Bongiovanni (Milano, 14 aprile 1930 – Milano, 2 settembre 1970) è stata una cantante italiana.

## Biografia

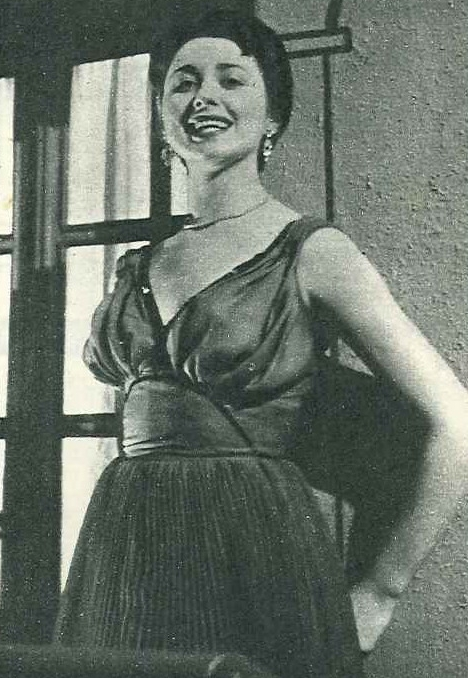
Nuccia Bongiovanni nel 1957

Iniziò la carriera in radio nel 1949, dove debuttò con l'orchestra Ceragioli, e incise alcuni 78 giri a partire dal 1948, tra cui anche alcuni duetti con Claudio Villa.
Nel 1955 partecipò al Festival di Sanremo con I tre timidi, Il primo viaggio e Canto nella valle, ottenendo con quest'ultimo brano il terzo posto in coppia con Bruno Pallesi.
Nel 1958 partecipò alla Sagra della Canzone Nova di Assisi con Semina seminatore.
In televisione "conquistò" la popolarità con la trasmissione Il Musichiere condotta da Mario Riva, in cui eseguiva insieme con Johnny Dorelli (poi sostituito da Paolo Bacilieri), i motivi da indovinare. Il suo aspetto fine e delicato, il carattere dolce e discreto, la sua voce armoniosa, elegante e ben modulata, la resero molto popolare al grande pubblico musicale e televisivo.
Tra i suoi successi: Amado mio, Domenica è sempre domenica (sigla del Musichiere), Simpatica, Ho il cuore in paradiso, Donna.
Nei primi anni sessanta si ritirò dall'attività musicale per seguire la famiglia; era sposata con il musicista e direttore d'orchestra Giampiero Boneschi, dal cui matrimonio aveva avuto due gemelle: Danila e Mila.
Si spense prematuramente nel 1970 all'età di 40 anni a causa di un tumore.

## Discografia parziale

Nuccia Bongiovanni con Paolo Bacilieri durante una puntata del Musichiere, 1959

### Singoli
- 29 gennaio 1948 - Mezzaluna e un cuore (Parlophon, TT 9131; sul lato A incisione di Enrico Nosek)
- 12 aprile 1948 - Susi (Ninna nanna della bambola/Maria Cristina) (Parlophon, TT 9157)
- 1948 - I pompieri di Viggiù (Parlophon, TT 9186; duetto con Claudio Villa)
- 18 febbraio 1949 - Preludio d'amore (Parlophon, TT 9254; sul lato B incisione di Enrico Nosek)
- 22 marzo 1949 - Il tuo fascino (Parlophon, TT 9299; sul lato B L'uomo che amo (28 maggio 1949)
- 21 novembre 1952 - La samba dell'uccellino/La venditrice di canzoni (Cetra, DC 5612)
- 1957 - Capricciosa/Piccolissima serenata (Polydor, H 64540)
- 1957 - Giapponesina (The Japanese Farewell Song) (Ein japanisches abschiedslied) (Polydor, 66 548); pubblicato in Germania
- 1958 - Raggio di sole/Donna (Dischi Ricordi, SRL 10-021); con Giampiero Boneschi e i suoi solisti
- 1959 - Son tutta un fremito/Tanto da morire (Dischi Ricordi, SRL 10043)
- 1959 - Non c'è sabato senza sole/Ero una pecorella nera (Combo Record, 5265)
- 1960 - La mano calda/La buonanotte ti darò (Dischi Ricordi, SRL 10-119)
- 1961 - The Twist (Dischi Ricordi, SRL 10-227; inciso come Ricky, Nuccia e i Twisters

- 1962 - Piccola estate/Yassu (Dischi Ricordi, SRL 10-228)
- 1962 - Valzer di mezzanotte/Poquito por mi (Ay ay ay) (Dischi Ricordi, SRL 10-235); inciso come Nuccia

#### Flexy-disc
Sono incisi da un solo lato e allegati in omaggio alla rivista Il Musichiere:
- 14 maggio 1959 - Marjolaine (Il Musichiere, N. 20009)
- 7 gennaio 1961 - Adonis (Il Musichiere N. 20095)
- xxxx - Canta e vola (Cellograf-Simp, 3002) con Paolo Bacilieri

### EP
- 1954 - Come è buono il bacio con le pere/Mambo della vendemmia/Fontana degli amanti/Nessuno mi avrà' (Cetra, EP. 0518
- 1957 - La bella Monica/Casa dolce casa/Placida e Prospero/Che m'e 'mparato a fa' (Polydor, 20 569 EPH; pubblicato in Germania
- 1958 - Domenica è sempre domenica/Rome by Night/Rico Vacilon/Serenatella sciuè sciuè (Music), EPM 10110; con Giampiero Boneschi e i suoi solisti
- 1958 - Tipitipitipso/Il pericolo n.1/Chella 'lla/Un po' di cielo (Music), EPM 10111; con Giampiero Boneschi e i suoi solisti
- 1958 - Tipitipitipso/Il pericolo n.1/Chella 'lla/Un po' di cielo (Zafiro), Z - E 29; con Giampiero Boneschi y sus solistas - pubblicato in Spagna;
- 1958 - Non partir/Da te era bello restar/Raggio di sole/Donna' (Ricordi, 45 ERL 121); con Giampiero Boneschi e i suoi solisti
- 1958 - Domenica è sempre domenica/Roma de noche/Rico Vacilon/Serenatella sciuè sciuè (Zafiro, Z E 28); con Giampiero Boneschi y sus solistas - pubblicato in Spagna;
- 1959 - Piove/Tu sei qui/Per tutta la vita/Una marcia in fa (Ricordi, ERL 125)
- 1959 - Tímida serenata/Cos'è un bacio/Tani/Chillo ca sposa a 'te (Zafiro, Z-E 73); pubblicato in Spagna

### Album (Apparizioni)
- 1955 - Sanremo 5º Festival della Canzone 1955 con Il primo viaggio e I tre timidi (Cetra, LPA N. 22)
- 1958 - II Sagra della Canzone Nova, Assisi 1958 con Semina seminatore e Era una pecorella nera, nera (RCA Victor, PML - 10030)
- xxxx - Beneath Italian Skies (Sotto il cielo d'Italia) con Amore baciami (Parlophone, PMD 1033); pubblicato nel Regno Unito
- xxxx - Bajo el cielo de Italia con Cariño besame (Odeon, MODL 1.014); pubblicato in Spagna
- xxxx - Sob os céus da Itália (Sotto il cielo d'Italia) con Amore baciami (Odeon, MODB-09); pubblicato in Brasile